# Bjarne Riis
Bjarne Riis (nacido el 3 de abril de 1964 en Herning, Dinamarca) es un exciclista profesional desde 1986 hasta 2000, apodado 'El Águila de Herning', así como "Mr. 60%" o Mr. EPO 96

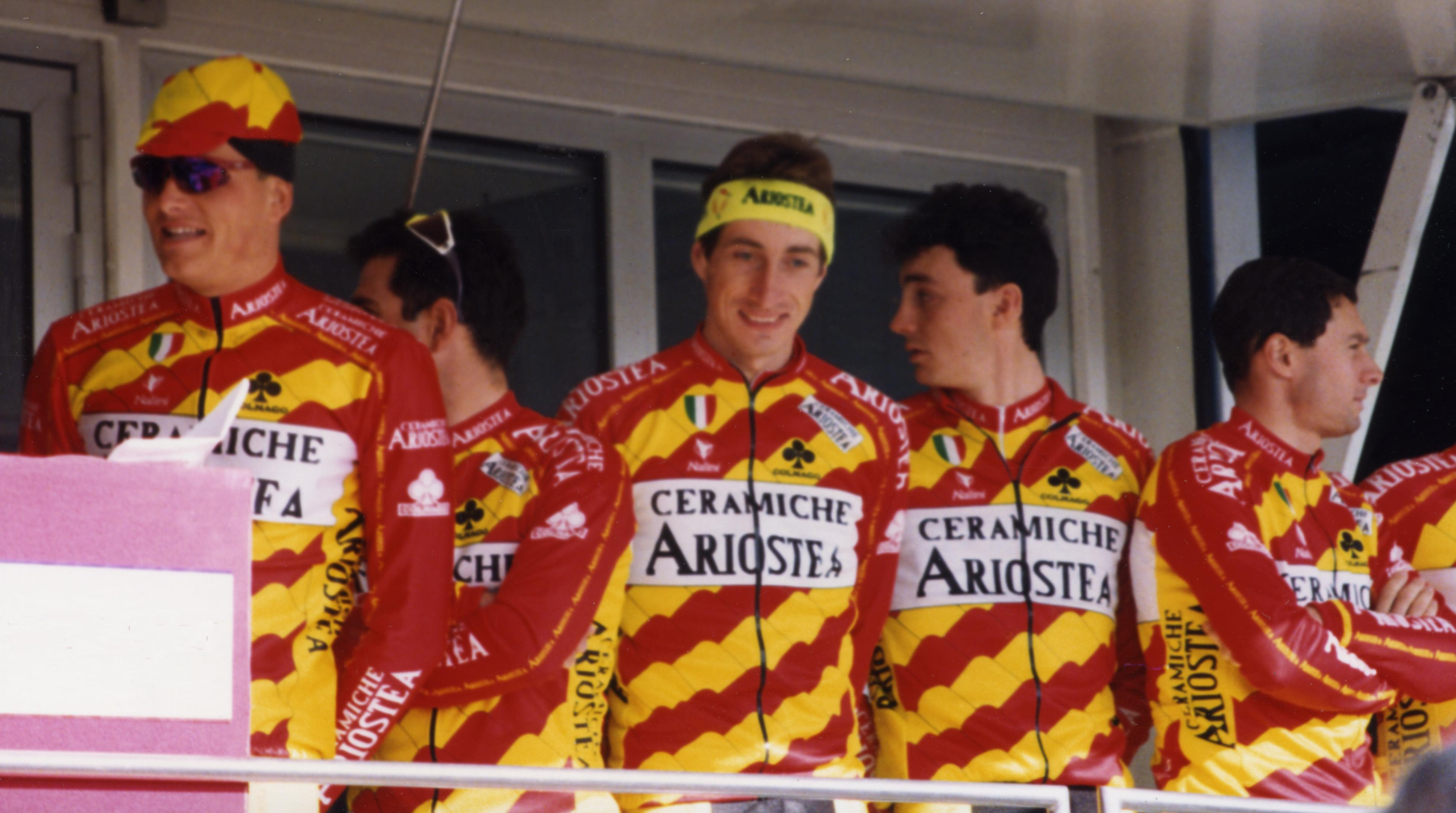
Bjarne Riis a la izquierda en la París-Niza 1993.

## Biografía
En sus primeros años como profesional, Riis fue un corredor bastante discreto. Fue en su etapa más madura, a partir de los 29 años cuando comenzó a deslumbrar y pasó a formar parte de la élite del ciclismo mundial, llegando a ser el vencedor del Tour de Francia 1996, este Tour ganado con consumo de EPO, justamente en el año del final del reinado de Miguel Induráin.
Una grave caída el 18 de junio de 1999 durante su participación en la Vuelta a Suiza le llevó a retirarse de forma definitiva al año siguiente.
Tras retirarse, Bjarne Riis continuó ligado al mundo del ciclismo como director deportivo del equipo Team CSC.

### Confesión de dopaje
El 25 de mayo de 2007 el corredor convulsionó el mundo del ciclismo al reconocer en una conferencia de prensa en Copenhague que se dopó con EPO durante 5 años, desde 1993 hasta 1998, situación por la cual el Tour de Francia ya no le considera vencedor de la edición de 1996, aunque dicha decisión depende finalmente de la UCI (Unión Ciclista Internacional) que aún no se ha pronunciado oficialmente.

## Palmarés
| 1988 - 2.º en el Campeonato de Dinamarca en Ruta 1989 - 1 etapa del Tour de la CEE - 1 etapa del Giro de Italia 1990 - 2 etapas del Tour de la CEE 1992 - Campeonato de Dinamarca en Ruta 1993 - 1 etapa del Giro de Italia - 1 etapa del Tour de Francia 1994 - 1 etapa del Tour de Francia 1995 - Campeonato de Dinamarca en Ruta - Vuelta a Dinamarca, más 1 etapa - 3.º en el Tour de Francia | 1996 - Campeonato de Dinamarca en Ruta - Campeonato de Dinamarca Contrarreloj - Coppa Sabatini - GP Midtbank - Tour de Francia , más 2 etapas 1997 - Amstel Gold Race - Colliers Classic - GP Midtbank - 2.º en el Campeonato de Dinamarca Contrarreloj 1998 - 1 etapa de la Bicicleta Vasca - GP Midtbank |

## Resultados en Grandes Vueltas
| Carrera         | 1986 | 1987 | 1988 | 1989 | 1990  | 1991  | 1992  | 1993 | 1994 | 1995 | 1996 | 1997 | 1998 | 1999 |
| --------------- | ---- | ---- | ---- | ---- | ----- | ----- | ----- | ---- | ---- | ---- | ---- | ---- | ---- | ---- |
| Giro de Italia  | -    | -    | Ab.  | 86.º | 100.º | 43.º  | 101.º | Ab.  | 70.º | -    | -    | -    | -    | -    |
| Tour de Francia | -    | -    | -    | 95.º | Ab.   | 107.º | -     | 5.º  | 14.º | 3.º  | 1.º  | 7.º  | 11.º | -    |
| Vuelta a España | -    | Ab.  | -    | -    | -     | -     | -     | -    | -    | Ab.  | -    | -    | -    | -    |

-: no participa

Ab.: abandono

## Reconocimientos
- 2.º puesto en la Bicicleta de Oro (1996).

## Equipos
- Roland Skala (1986)
- Lucas (1987)
- Toshiba (1988)
- Systeme U (1989)
- Castorama (1990-1991)
  - Castorama - Raleigh (1990)
  - Castorama (1991)
- Ariostea (1992-1993)
- Gewiss-Ballan (1994-1995)
- Deutsche Telekom (1996-1999)